# Kanton Valdahon
 Valdahon  is een kanton van het Franse departement Doubs. Het kanton maakt deel uit van de arrondissementen Besançon (2), Montbéliard (10) en Pontarlier (46).    

In 2020 telde het 26.594 inwoners.

Het kanton werd gevormd ingevolge het decreet van 25 februari 2014 met uitwerking op 22 maart 2015 met Valdahon als hoofdplaats. 

## Gemeenten
Het kanton omvatte 64 gemeenten bij zijn vorming.
Op 1 januari 2016 werden de gemeenten Athose, Chasnans, Hautepierre-le-Châtelet, Nods, Rantechaux en Vanclans samengevoegd tot de fusiegemeente (commune nouvelle) Les Premiers Sapins.
Op 1 januari 2017 werden de gemeenten Charbonnières-les-Sapins en Verrières-du-Grosbois toegevoegd aan de gemeente Étalans die hiermee het statuut van ‘’commune nouvelle’’ kreeg.
Sindsdien omvat het kanton volgende 58 gemeenten : 
- Adam-lès-Vercel
- Avoudrey
- Battenans-Varin
- Belleherbe
- Belmont
- Bremondans
- Bretonvillers
- Chamesey
- Charmoille
- Chaux-lès-Passavant
- Chevigney-lès-Vercel
- Consolation-Maisonnettes
- Cour-Saint-Maurice
- Courtetain-et-Salans
- Domprel
- Épenouse
- Épenoy
- Étalans
- Étray
- Eysson
- Fallerans
- Flangebouche
- Fournets-Luisans
- Fuans
- Germéfontaine
- Grandfontaine-sur-Creuse
- La Grange
- Guyans-Durnes
- Guyans-Vennes
- Landresse
- Laviron
- Longechaux
- Longemaison
- Longevelle-lès-Russey
- Loray
- Magny-Châtelard
- Orchamps-Vennes
- Orsans
- Ouvans
- Passonfontaine
- Péseux
- Pierrefontaine-les-Varans
- Plaimbois-Vennes
- Les Premiers Sapins
- Provenchère
- Rosières-sur-Barbèche
- Rosureux
- La Sommette
- Valdahon
- Vaucluse
- Vauclusotte
- Vellerot-lès-Vercel
- Vennes
- Vercel-Villedieu-le-Camp
- Vernierfontaine
- Villers-Chief
- Villers-la-Combe
- Voires